# 詹姆斯·罗伯茨 (英国运动员)
詹姆斯·罗伯茨（英語：James Roberts，1986年5月11日—），英国男子排球、赛艇运动员，毕业于斯旺西大学。他曾代表英国参加2008年和2012年夏季残疾人奥林匹克运动会。